# كأس ألمانيا 1982–83
كأس ألمانيا 1982–83 (بالألمانية: DFB-Pokal 1982/83)‏ هو الموسم 40 من كأس ألمانيا. أشرف على تنظيمه اتحاد ألمانيا لكرة القدم، وكان عدد الأندية المشاركة فيه 64، وفاز فيه نادي كولن.